# Condado de Nassau (Sacro Império Romano-Germânico)
```
   |-
       |
Erro:
:  
valor não especificado para "
nome_comum
"

   |-
       | 
Erro:
:  
valor não especificado para "
continente
"
```

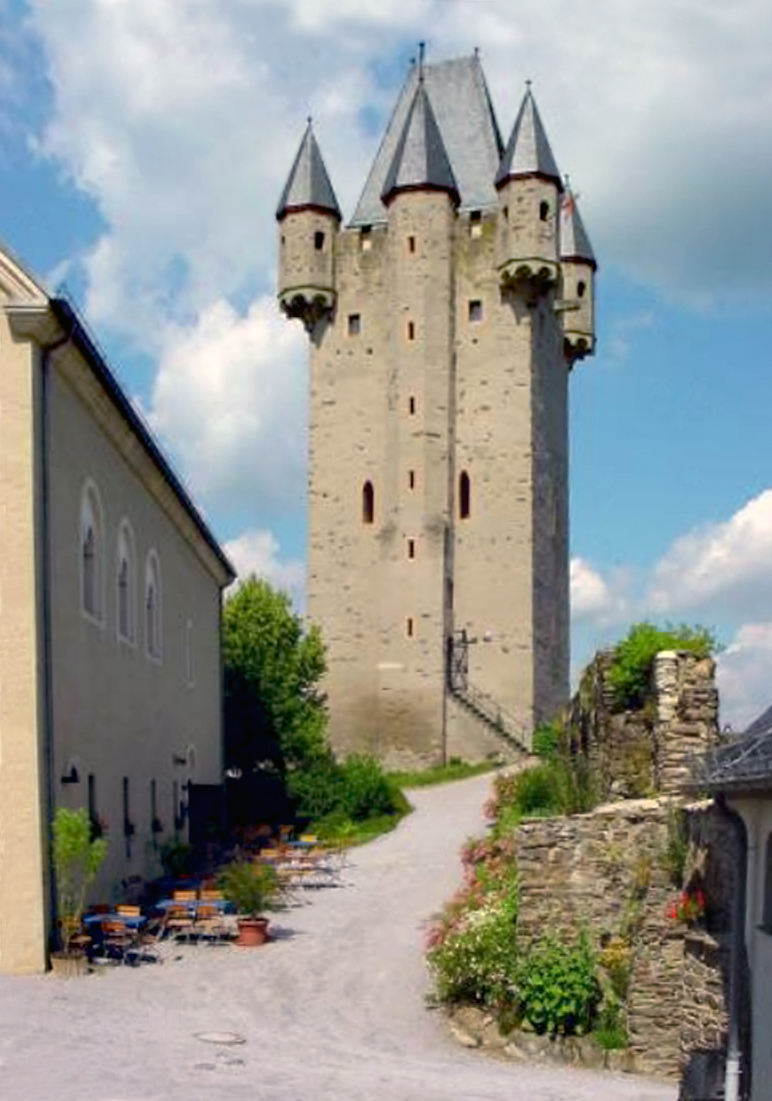
Castelo de Nassau

O Condado de Nassau foi um estado alemão do Sacro Império Romano-Germânico e depois da Confederação Alemã. A sua dinastia reinante, cuja linha agnática se encontra atualmente extinta, foi a Casa de Nassau.

## Origens
Nassau, originalmente um condado, desenvolveu-se na parte baixa do rio Lano, no que é hoje conhecido como Renânia-Palatinado. A vila de Nassau foi fundada em 915. Dudão de Lauremburgo governou Nassau como um feudo, dado pelo Bispado de Worms. O seu filho, Roberto, construiu aí o Castelo de Nassau por volta de 1125, declarando-se Conde de Nassau. O título não foi oficialmente reconhecido pelo Bispo de Worms até 1159, sob o governo do filho de Roberto, Walram. Em 1159, o recém-reconhecido condado passou a exigir direitos de taxação, colecta de portagens e justiça, ao ponto de ser considerado um estado.
Os de Nassau governaram o território entre os rios Taunus e Westerwald, nas partes baixa e média do Lano. Por volta de 1128, adquiriram o bailiado do Bispado de Worms, que detinha vários direitos na área, e criaram assim uma ligação entre a sua herança no baixo Lano e as suas posses perto de Siegen. Em meados do séc. XII, esta relação foi fortalecida pela aquisição de parte do reino feudal do Hesse-Turíngia, com destaque para a Marca de Herborn, a Kalenberger Zent e a corte de Heimau (Löhnberg). A estas estava também ligado o Senhorio de Westerwald, também na posse dos Nassau nessa altura. No final do século XII, a família ganhou o Reichshof Wiesbaden, uma importante base a sudoeste.
Em 1255, depois da aquisição dos estados de Weilburg, os filhos do conde Henrique II dividiram Nassau pela primeira vez. Walram II recebeu o condado de Nassau-Weilburg. A partir de 1328, o seu irmão mais novo, From 1328 on, his younger brother, Otão I, herdou os bens a norte do rio Lano, sobretudo o Condado de Nassau-Siegen e Nassau-Dillenburg. A fronteira entre ambos estava desenhada pelo próprio Lano, com Otão como herdeiro das posses a norte do rio e as cidades de Siegen, Dillenburg, Herborn e Haiger, e Walram dos bens a sul, e as cidades de Weilburg and Idstein.

### Condado de Nassau-Weilburg
O filho de Walram, Adolfo, tornou-se Rei da Alemanha em 1292. O seu filho, o conde Gerlach abdicou em 1344, e o condado foi dividido entre os seus filhos em 1355.
- Condado de Nassau-Weilburg, de novo dividido entre 1442 e 1574ː
  - Condado de Nassau-Saarbrücken
  - Condado de Nassau-Weilburg
- Condado de Nassau-Wiesbaden, de novo dividido entre 1480 e 1509ː
  - Condado de Nassau-Idstein
  - Condado de Nassau-Wiesbaden, reverteu para Nassau-Weilburg em 1605
- Condado de Nassau-Sonnenberg, repartido entre Nassau-Wiesbaden e Nassau-Weilburg em 1405

Em 1605, o condado original de Nassau-Weilburg foi reunido pelo conde Luís II;  contudo, após a sua morte em 1627, os seus filhos voltaram a dividir o condado uma vez mais.
- Condado de Nassau-Idstein, reverteu para Nassau-Ottweiler em 1721
- Condado de Nassau-Saarbrücken, novamente dividido em 1640ː
  - Condado de Nassau-Saarbrücken, reverteu para Nassau-Ottweiler em 1723
  - Condado de Nassau-Ottweiler, reverteu para Nassau-Usingen em 1728
  - Condado de Nassau-Usingen, elevado a Principado em 1688
- Condado de Nassau-Weilburg

Após Nassau-Usingen ter herdado Nassau-Ottweiler com as antigas Nassau-Idstein e Nassau-Saarbrücken, foi reunificado com Nasssau̠Weilburg e elevado a Ducado de Nassau em 1806.

### Condado de Nassau-Dillenburg
Depois da morte de Otão I, o condado foi dividido entre os filhos, em 1303ː
- Condado de Nassau-Dillenburg, reverteu para Nassau-Siegen em 1328
- Condado de Nassau-Hadamar, reverteu para Nassau-Dillenburg em 1394
- Condado de Nassau-Siegen, que a partir de 1328, depois da absorção de Nassau-Dillenburg, tomou a designação Nassau-Dillenburg e foi novamente dividido entre 1341 e 1561:
  - Condado de Nassau-Beilstein
  - Condado de Nassau-Dillenburg

Em 1504, Henrique III de Nassau-Dillenburg herdou os bens do Condado em Breda, no Ducado de Brabante, ao passo que o seu irmão mais novo, Guilherme tornou-se no Conde de Nassau-Dillenburg em 1516. Após a morte do filho de Henrique III, Renato de Châlon, Príncipe de Orange em 1544, o filho mais velho de Guilherme de Nassau-Dillenburg, Guilherme o Silencioso tornou-se Príncipe de Orange e Senhor de Breda, e Stadtholder nos Países Baixos a partir de 1559. O seu irmão mais novo, João VI, reuniu as posses de Dillenburg em 1561, apesar de o condado ter sido uma vez mais dividido após a sua morte em 1606.
- Condado de Nassau-Hadamar, elevado a Principado em 1650, reverteu para Nassau-Dietz em 1743
- Condado de Nassau-Siegen, (1607–23), dividido entre 1623 e 1734:
  - Condado de Nassau-Siegen (Protestante), elevado a Principado em 1664, extinguiu-se em 1734
  - Condado de Nassau-Siegen (Católico), elevado a Principado, reverteu para Nassau-Diez em 1743
- Condado de Nassau-Dillenburg, reverteu para Nassau-Beilstein em 1620
- Condado de Nassau-Beilstein, designado Nassau-Dillenburg a partir de 1620, elevado a Principado em 1652, reverteu para Nassau-Dietz em 1739
- Condado de Nassau-Dietz, reverteu para o Grão-Ducado de Berg após a dissolução do Sacro Império Romano-Germânico em 1806.

Os condes de Nassau-Dietz, descendentes de Guilherme Frederico foram stadtholders da Frísia, Groningen e Drenthe e ainda Príncipes de Orange a partir de 1702. Quando perderam as suas posses neerlandesas durante as Guerras Napoleónicas, os Nassau foram compensados com o  Principado de Nassau-Orange-Fulda.  Apesar de perderam as suas posses alemãs em 1806, a Casa de Orange-Nassau, através de sucessão feminina, foi a casa reinante do Grão-Ducado do Luxemburgo até 1890 (quando foi tomado pelos seus parentes, os de Nassau-Weilburg) e é ainda a Casa reinante nos Países Baixos.

## Governantes
Listam-se abaixo os governantes das várias posses da família de Nassau.

### Casa de Nassau

#### Divisões de Nassau sob governo da Casa de Nassau
| Condado de Nassau (1123-1255)                         |                                                         |                                                         |                                                         |                                                         |                                                         |                                                         |                                                         |                                                         |                                                         |                                                       |                                                       |                                                       |                                                       |                                                       |                                           |                                           |                                           |                                                       |                                                       |                                             |                                             |                                           |                                             |                                           |                                           |                                           |                                           |                                           |                                           |
| Nassau Norte (Ramo Otoniano) (1255-1303)              | Nassau Norte (Ramo Otoniano) (1255-1303)                | Nassau Norte (Ramo Otoniano) (1255-1303)                | Nassau Norte (Ramo Otoniano) (1255-1303)                | Nassau Norte (Ramo Otoniano) (1255-1303)                | Nassau Norte (Ramo Otoniano) (1255-1303)                | Nassau Norte (Ramo Otoniano) (1255-1303)                | Nassau Norte (Ramo Otoniano) (1255-1303)                | Nassau Norte (Ramo Otoniano) (1255-1303)                | Nassau Norte (Ramo Otoniano) (1255-1303)                | Nassau Norte (Ramo Otoniano) (1255-1303)              | Nassau Norte (Ramo Otoniano) (1255-1303)              | Nassau Norte (Ramo Otoniano) (1255-1303)              | Nassau Norte (Ramo Otoniano) (1255-1303)              | Nassau Norte (Ramo Otoniano) (1255-1303)              | Nassau Sul (Ramo Valeraniano) (1255-1355) | Nassau Sul (Ramo Valeraniano) (1255-1355) | Nassau Sul (Ramo Valeraniano) (1255-1355) | Nassau Sul (Ramo Valeraniano) (1255-1355)             | Nassau Sul (Ramo Valeraniano) (1255-1355)             | Nassau Sul (Ramo Valeraniano) (1255-1355)   | Nassau Sul (Ramo Valeraniano) (1255-1355)   | Nassau Sul (Ramo Valeraniano) (1255-1355) | Nassau Sul (Ramo Valeraniano) (1255-1355)   | Nassau Sul (Ramo Valeraniano) (1255-1355) | Nassau Sul (Ramo Valeraniano) (1255-1355) | Nassau Sul (Ramo Valeraniano) (1255-1355) | Nassau Sul (Ramo Valeraniano) (1255-1355) | Nassau Sul (Ramo Valeraniano) (1255-1355) | Nassau Sul (Ramo Valeraniano) (1255-1355) |
| Nassau-Siegen (1ª criação) (1303-1328)                | Nassau-Siegen (1ª criação) (1303-1328)                  | Nassau-Siegen (1ª criação) (1303-1328)                  | Nassau-Siegen (1ª criação) (1303-1328)                  | Nassau-Siegen (1ª criação) (1303-1328)                  | Nassau-Dillenburg (1ª criação) (1303-1328)              | Nassau-Dillenburg (1ª criação) (1303-1328)              | Nassau-Dillenburg (1ª criação) (1303-1328)              | Nassau-Dillenburg (1ª criação) (1303-1328)              | Nassau-Dillenburg (1ª criação) (1303-1328)              | Nassau-Hadamar (1ª criação) (1303-1394)               | Nassau-Hadamar (1ª criação) (1303-1394)               | Nassau-Hadamar (1ª criação) (1303-1394)               | Nassau-Hadamar (1ª criação) (1303-1394)               | Nassau-Hadamar (1ª criação) (1303-1394)               | Nassau Sul (Ramo Valeraniano) (1255-1355) | Nassau Sul (Ramo Valeraniano) (1255-1355) | Nassau Sul (Ramo Valeraniano) (1255-1355) | Nassau Sul (Ramo Valeraniano) (1255-1355)             | Nassau Sul (Ramo Valeraniano) (1255-1355)             | Nassau Sul (Ramo Valeraniano) (1255-1355)   | Nassau Sul (Ramo Valeraniano) (1255-1355)   | Nassau Sul (Ramo Valeraniano) (1255-1355) | Nassau Sul (Ramo Valeraniano) (1255-1355)   | Nassau Sul (Ramo Valeraniano) (1255-1355) | Nassau Sul (Ramo Valeraniano) (1255-1355) | Nassau Sul (Ramo Valeraniano) (1255-1355) | Nassau Sul (Ramo Valeraniano) (1255-1355) | Nassau Sul (Ramo Valeraniano) (1255-1355) | Nassau Sul (Ramo Valeraniano) (1255-1355) |
|                                                       |                                                         |                                                         |                                                         |                                                         |                                                         |                                                         |                                                         |                                                         |                                                         | Nassau-Hadamar (1ª criação) (1303-1394)               | Nassau-Hadamar (1ª criação) (1303-1394)               | Nassau-Hadamar (1ª criação) (1303-1394)               | Nassau-Hadamar (1ª criação) (1303-1394)               | Nassau-Hadamar (1ª criação) (1303-1394)               | Nassau Sul (Ramo Valeraniano) (1255-1355) | Nassau Sul (Ramo Valeraniano) (1255-1355) | Nassau Sul (Ramo Valeraniano) (1255-1355) | Nassau Sul (Ramo Valeraniano) (1255-1355)             | Nassau Sul (Ramo Valeraniano) (1255-1355)             | Nassau Sul (Ramo Valeraniano) (1255-1355)   | Nassau Sul (Ramo Valeraniano) (1255-1355)   | Nassau Sul (Ramo Valeraniano) (1255-1355) | Nassau Sul (Ramo Valeraniano) (1255-1355)   | Nassau Sul (Ramo Valeraniano) (1255-1355) | Nassau Sul (Ramo Valeraniano) (1255-1355) | Nassau Sul (Ramo Valeraniano) (1255-1355) | Nassau Sul (Ramo Valeraniano) (1255-1355) | Nassau Sul (Ramo Valeraniano) (1255-1355) | Nassau Sul (Ramo Valeraniano) (1255-1355) |
| Nassau-Beilstein (1343-1561)                          | Nassau-Siegen (renomeado Nassau-Dillenburg) (1328-1606) | Nassau-Siegen (renomeado Nassau-Dillenburg) (1328-1606) | Nassau-Siegen (renomeado Nassau-Dillenburg) (1328-1606) | Nassau-Siegen (renomeado Nassau-Dillenburg) (1328-1606) | Nassau-Siegen (renomeado Nassau-Dillenburg) (1328-1606) | Nassau-Siegen (renomeado Nassau-Dillenburg) (1328-1606) | Nassau-Siegen (renomeado Nassau-Dillenburg) (1328-1606) | Nassau-Siegen (renomeado Nassau-Dillenburg) (1328-1606) | Nassau-Siegen (renomeado Nassau-Dillenburg) (1328-1606) | Nassau-Hadamar (1ª criação) (1303-1394)               | Nassau-Hadamar (1ª criação) (1303-1394)               | Nassau-Hadamar (1ª criação) (1303-1394)               | Nassau-Hadamar (1ª criação) (1303-1394)               | Nassau-Hadamar (1ª criação) (1303-1394)               | Nassau Sul (Ramo Valeraniano) (1255-1355) | Nassau Sul (Ramo Valeraniano) (1255-1355) | Nassau Sul (Ramo Valeraniano) (1255-1355) | Nassau Sul (Ramo Valeraniano) (1255-1355)             | Nassau Sul (Ramo Valeraniano) (1255-1355)             | Nassau Sul (Ramo Valeraniano) (1255-1355)   | Nassau Sul (Ramo Valeraniano) (1255-1355)   | Nassau Sul (Ramo Valeraniano) (1255-1355) | Nassau Sul (Ramo Valeraniano) (1255-1355)   | Nassau Sul (Ramo Valeraniano) (1255-1355) | Nassau Sul (Ramo Valeraniano) (1255-1355) | Nassau Sul (Ramo Valeraniano) (1255-1355) | Nassau Sul (Ramo Valeraniano) (1255-1355) | Nassau Sul (Ramo Valeraniano) (1255-1355) | Nassau Sul (Ramo Valeraniano) (1255-1355) |
| Nassau-Beilstein (1343-1561)                          |                                                         |                                                         |                                                         |                                                         |                                                         |                                                         |                                                         |                                                         |                                                         | Nassau-Hadamar (1ª criação) (1303-1394)               | Nassau-Hadamar (1ª criação) (1303-1394)               | Nassau-Hadamar (1ª criação) (1303-1394)               | Nassau-Hadamar (1ª criação) (1303-1394)               | Nassau-Hadamar (1ª criação) (1303-1394)               | Nassau-Sonnenberg (1355-1390)             | Nassau-Sonnenberg (1355-1390)             | Nassau-Sonnenberg (1355-1390)             | Nassau-Sonnenberg (1355-1390)                         | Nassau-Sonnenberg (1355-1390)                         |                                             |                                             |                                           |                                             |                                           | Nassau-Idstein (1ª criação) (1355-1605)   | Nassau-Idstein (1ª criação) (1355-1605)   | Nassau-Idstein (1ª criação) (1355-1605)   | Nassau-Idstein (1ª criação) (1355-1605)   | Nassau-Idstein (1ª criação) (1355-1605)   |
| Nassau-Beilstein (1343-1561)                          |                                                         |                                                         |                                                         |                                                         |                                                         |                                                         |                                                         |                                                         | Nassau-Weilburg (1ª criação) (1355-1605)                | Nassau-Hadamar (1ª criação) (1303-1394)               | Nassau-Hadamar (1ª criação) (1303-1394)               | Nassau-Hadamar (1ª criação) (1303-1394)               | Nassau-Hadamar (1ª criação) (1303-1394)               | Nassau-Hadamar (1ª criação) (1303-1394)               |                                           |                                           |                                           |                                                       |                                                       |                                             |                                             |                                           |                                             |                                           | Nassau-Idstein (1ª criação) (1355-1605)   | Nassau-Idstein (1ª criação) (1355-1605)   | Nassau-Idstein (1ª criação) (1355-1605)   | Nassau-Idstein (1ª criação) (1355-1605)   | Nassau-Idstein (1ª criação) (1355-1605)   |
| Nassau-Beilstein (1343-1561)                          |                                                         |                                                         |                                                         |                                                         |                                                         |                                                         |                                                         |                                                         |                                                         |                                                       |                                                       |                                                       |                                                       |                                                       |                                           |                                           |                                           |                                                       |                                                       |                                             |                                             |                                           |                                             |                                           | Nassau-Idstein (1ª criação) (1355-1605)   | Nassau-Idstein (1ª criação) (1355-1605)   | Nassau-Idstein (1ª criação) (1355-1605)   | Nassau-Idstein (1ª criação) (1355-1605)   | Nassau-Idstein (1ª criação) (1355-1605)   |
| Nassau-Beilstein (1343-1561)                          |                                                         |                                                         |                                                         |                                                         |                                                         |                                                         |                                                         |                                                         |                                                         |                                                       |                                                       |                                                       |                                                       |                                                       |                                           |                                           |                                           |                                                       |                                                       |                                             |                                             |                                           | Nassau-Saarbrücken (1ª criação) (1429-1574) |                                           | Nassau-Idstein (1ª criação) (1355-1605)   | Nassau-Idstein (1ª criação) (1355-1605)   | Nassau-Idstein (1ª criação) (1355-1605)   | Nassau-Idstein (1ª criação) (1355-1605)   | Nassau-Idstein (1ª criação) (1355-1605)   |
| Nassau-Beilstein (1343-1561)                          |                                                         |                                                         |                                                         |                                                         |                                                         |                                                         |                                                         |                                                         |                                                         |                                                       |                                                       |                                                       | Nassau-Breda e Orange-Nassau (1538-1702)              |                                                       |                                           |                                           |                                           |                                                       |                                                       |                                             |                                             |                                           |                                             |                                           | Nassau-Idstein (1ª criação) (1355-1605)   | Nassau-Idstein (1ª criação) (1355-1605)   | Nassau-Idstein (1ª criação) (1355-1605)   | Nassau-Idstein (1ª criação) (1355-1605)   | Nassau-Idstein (1ª criação) (1355-1605)   |
|                                                       |                                                         |                                                         |                                                         |                                                         |                                                         |                                                         |                                                         |                                                         |                                                         |                                                       |                                                       |                                                       |                                                       |                                                       |                                           |                                           |                                           |                                                       |                                                       |                                             |                                             |                                           |                                             |                                           | Nassau-Idstein (1ª criação) (1355-1605)   | Nassau-Idstein (1ª criação) (1355-1605)   | Nassau-Idstein (1ª criação) (1355-1605)   | Nassau-Idstein (1ª criação) (1355-1605)   | Nassau-Idstein (1ª criação) (1355-1605)   |
|                                                       |                                                         |                                                         |                                                         |                                                         |                                                         |                                                         |                                                         |                                                         |                                                         |                                                       |                                                       |                                                       |                                                       |                                                       |                                           |                                           |                                           |                                                       |                                                       |                                             |                                             |                                           |                                             |                                           | Nassau-Idstein (1ª criação) (1355-1605)   | Nassau-Idstein (1ª criação) (1355-1605)   | Nassau-Idstein (1ª criação) (1355-1605)   | Nassau-Idstein (1ª criação) (1355-1605)   | Nassau-Idstein (1ª criação) (1355-1605)   |
|                                                       |                                                         |                                                         |                                                         |                                                         |                                                         |                                                         |                                                         |                                                         |                                                         |                                                       |                                                       |                                                       |                                                       | Nassau Sul (Nassau-Weilburg) (1605-1627)              |                                           |                                           |                                           |                                                       |                                                       |                                             |                                             |                                           |                                             |                                           |                                           |                                           |                                           |                                           |                                           |
|                                                       |                                                         |                                                         |                                                         |                                                         |                                                         |                                                         |                                                         |                                                         |                                                         |                                                       |                                                       | Nassau-Siegen (2ª criação) (1606-1734)                | Nassau-Dietz (1606-1702)                              |                                                       |                                           |                                           |                                           |                                                       |                                                       |                                             |                                             |                                           |                                             |                                           |                                           |                                           |                                           |                                           |                                           |
| Nassau-Hadamar (2ª criação) (1620-1711)               |                                                         |                                                         |                                                         |                                                         |                                                         |                                                         |                                                         |                                                         |                                                         |                                                       |                                                       | Nassau-Siegen (2ª criação) (1606-1734)                | Nassau-Dietz (1606-1702)                              |                                                       |                                           |                                           |                                           |                                                       |                                                       |                                             |                                             |                                           |                                             |                                           |                                           |                                           |                                           |                                           |                                           |
| Nassau-Dillenburg (2ª criação) (1606-1739)            | Nassau-Dillenburg (2ª criação) (1606-1739)              | Nassau-Dillenburg (2ª criação) (1606-1739)              | Nassau-Dillenburg (2ª criação) (1606-1739)              | Nassau-Dillenburg (2ª criação) (1606-1739)              | Nassau-Dillenburg (2ª criação) (1606-1739)              | Nassau-Dillenburg (2ª criação) (1606-1739)              | Nassau-Dillenburg (2ª criação) (1606-1739)              | Nassau-Dillenburg (2ª criação) (1606-1739)              | Nassau-Dillenburg (2ª criação) (1606-1739)              | Nassau-Dillenburg (2ª criação) (1606-1739)            | Nassau-Weilburg (2ª criação) (1627-1806)              | Nassau-Weilburg (2ª criação) (1627-1806)              | Nassau-Weilburg (2ª criação) (1627-1806)              | Nassau-Weilburg (2ª criação) (1627-1806)              | Nassau-Weilburg (2ª criação) (1627-1806)  | Nassau-Weilburg (2ª criação) (1627-1806)  | Nassau-Weilburg (2ª criação) (1627-1806)  | Nassau-Saarbrücken (2ª criação) (1627-1728)           | Nassau-Saarbrücken (2ª criação) (1627-1728)           | Nassau-Saarbrücken (2ª criação) (1627-1728) | Nassau-Idstein (2ª criação) (1627-1721)     | Nassau-Idstein (2ª criação) (1627-1721)   | Nassau-Idstein (2ª criação) (1627-1721)     | Nassau-Idstein (2ª criação) (1627-1721)   | Nassau-Idstein (2ª criação) (1627-1721)   |                                           |                                           |                                           |                                           |
|                                                       |                                                         |                                                         |                                                         |                                                         |                                                         |                                                         |                                                         |                                                         |                                                         |                                                       | Nassau-Weilburg (2ª criação) (1627-1806)              | Nassau-Weilburg (2ª criação) (1627-1806)              | Nassau-Weilburg (2ª criação) (1627-1806)              | Nassau-Weilburg (2ª criação) (1627-1806)              | Nassau-Weilburg (2ª criação) (1627-1806)  | Nassau-Weilburg (2ª criação) (1627-1806)  | Nassau-Weilburg (2ª criação) (1627-1806)  | Nassau-Ottweiler (1659-1721)                          |                                                       |                                             | Nassau-Idstein (2ª criação) (1627-1721)     | Nassau-Idstein (2ª criação) (1627-1721)   | Nassau-Idstein (2ª criação) (1627-1721)     | Nassau-Idstein (2ª criação) (1627-1721)   | Nassau-Idstein (2ª criação) (1627-1721)   |                                           |                                           |                                           |                                           |
|                                                       |                                                         |                                                         |                                                         |                                                         |                                                         |                                                         |                                                         |                                                         |                                                         |                                                       | Nassau-Weilburg (2ª criação) (1627-1806)              | Nassau-Weilburg (2ª criação) (1627-1806)              | Nassau-Weilburg (2ª criação) (1627-1806)              | Nassau-Weilburg (2ª criação) (1627-1806)              | Nassau-Weilburg (2ª criação) (1627-1806)  | Nassau-Weilburg (2ª criação) (1627-1806)  | Nassau-Weilburg (2ª criação) (1627-1806)  |                                                       |                                                       |                                             | Nassau-Idstein (2ª criação) (1627-1721)     | Nassau-Idstein (2ª criação) (1627-1721)   | Nassau-Idstein (2ª criação) (1627-1721)     | Nassau-Idstein (2ª criação) (1627-1721)   | Nassau-Idstein (2ª criação) (1627-1721)   |                                           |                                           |                                           |                                           |
|                                                       |                                                         |                                                         |                                                         |                                                         |                                                         |                                                         |                                                         |                                                         |                                                         |                                                       |                                                       | Nassau-Weilburg (2ª criação) (1627-1806)              | Nassau-Weilburg (2ª criação) (1627-1806)              | Nassau-Weilburg (2ª criação) (1627-1806)              | Nassau-Weilburg (2ª criação) (1627-1806)  | Nassau-Weilburg (2ª criação) (1627-1806)  | Nassau-Weilburg (2ª criação) (1627-1806)  |                                                       |                                                       |                                             | Nassau-Idstein (2ª criação) (1627-1721)     | Nassau-Idstein (2ª criação) (1627-1721)   | Nassau-Idstein (2ª criação) (1627-1721)     | Nassau-Idstein (2ª criação) (1627-1721)   | Nassau-Idstein (2ª criação) (1627-1721)   |                                           |                                           |                                           |                                           |
|                                                       |                                                         |                                                         |                                                         |                                                         |                                                         |                                                         |                                                         |                                                         |                                                         |                                                       |                                                       | Nassau-Weilburg (2ª criação) (1627-1806)              | Nassau-Weilburg (2ª criação) (1627-1806)              | Nassau-Weilburg (2ª criação) (1627-1806)              | Nassau-Weilburg (2ª criação) (1627-1806)  | Nassau-Weilburg (2ª criação) (1627-1806)  | Nassau-Weilburg (2ª criação) (1627-1806)  | Nassau-Dietz e Orange-Nassau (1ª criação) (1702-1806) | Nassau-Dietz e Orange-Nassau (1ª criação) (1702-1806) | Nassau-Usingen (1659-1806)                  |                                             |                                           |                                             |                                           |                                           |                                           |                                           |                                           |                                           |
|                                                       |                                                         |                                                         |                                                         |                                                         |                                                         |                                                         |                                                         |                                                         |                                                         |                                                       |                                                       | Nassau-Weilburg (2ª criação) (1627-1806)              | Nassau-Weilburg (2ª criação) (1627-1806)              | Nassau-Weilburg (2ª criação) (1627-1806)              | Nassau-Weilburg (2ª criação) (1627-1806)  | Nassau-Weilburg (2ª criação) (1627-1806)  | Nassau-Weilburg (2ª criação) (1627-1806)  |                                                       |                                                       |                                             |                                             |                                           |                                             |                                           |                                           |                                           |                                           |                                           |                                           |
|                                                       |                                                         |                                                         |                                                         |                                                         |                                                         |                                                         |                                                         |                                                         |                                                         |                                                       |                                                       | Nassau-Weilburg (2ª criação) (1627-1806)              | Nassau-Weilburg (2ª criação) (1627-1806)              | Nassau-Weilburg (2ª criação) (1627-1806)              | Nassau-Weilburg (2ª criação) (1627-1806)  | Nassau-Weilburg (2ª criação) (1627-1806)  | Nassau-Weilburg (2ª criação) (1627-1806)  |                                                       |                                                       |                                             |                                             |                                           |                                             |                                           |                                           |                                           |                                           |                                           |                                           |
|                                                       |                                                         |                                                         |                                                         |                                                         |                                                         |                                                         |                                                         |                                                         |                                                         |                                                       |                                                       | Nassau-Weilburg (2ª criação) (1627-1806)              | Nassau-Weilburg (2ª criação) (1627-1806)              | Nassau-Weilburg (2ª criação) (1627-1806)              | Nassau-Weilburg (2ª criação) (1627-1806)  | Nassau-Weilburg (2ª criação) (1627-1806)  | Nassau-Weilburg (2ª criação) (1627-1806)  |                                                       |                                                       |                                             |                                             |                                           |                                             |                                           |                                           |                                           |                                           |                                           |                                           |
|                                                       |                                                         |                                                         |                                                         |                                                         |                                                         |                                                         |                                                         |                                                         |                                                         |                                                       |                                                       |                                                       |                                                       |                                                       | Nassau-Weilburg (2ª criação) (1627-1806)  | Nassau-Weilburg (2ª criação) (1627-1806)  | Nassau-Weilburg (2ª criação) (1627-1806)  |                                                       |                                                       |                                             |                                             |                                           |                                             |                                           |                                           |                                           |                                           |                                           |                                           |
|                                                       |                                                         |                                                         |                                                         |                                                         |                                                         |                                                         |                                                         |                                                         |                                                         |                                                       | Nassau-Weilburg (2ª criação) (1627-1806)              | Nassau-Weilburg (2ª criação) (1627-1806)              | Nassau-Weilburg (2ª criação) (1627-1806)              | Nassau-Weilburg (2ª criação) (1627-1806)              | Nassau-Weilburg (2ª criação) (1627-1806)  | Nassau-Weilburg (2ª criação) (1627-1806)  | Nassau-Weilburg (2ª criação) (1627-1806)  |                                                       |                                                       |                                             | Nassau-Saarbrücken (3ª criação) (1741-1797) |                                           |                                             |                                           |                                           |                                           |                                           |                                           |                                           |
|                                                       |                                                         |                                                         |                                                         |                                                         |                                                         |                                                         |                                                         |                                                         |                                                         |                                                       | Nassau-Weilburg (2ª criação) (1627-1806)              | Nassau-Weilburg (2ª criação) (1627-1806)              | Nassau-Weilburg (2ª criação) (1627-1806)              | Nassau-Weilburg (2ª criação) (1627-1806)              | Nassau-Weilburg (2ª criação) (1627-1806)  | Nassau-Weilburg (2ª criação) (1627-1806)  | Nassau-Weilburg (2ª criação) (1627-1806)  |                                                       |                                                       |                                             | Anexado pela França                         |                                           |                                             |                                           |                                           |                                           |                                           |                                           |                                           |
|                                                       |                                                         |                                                         |                                                         |                                                         |                                                         |                                                         |                                                         |                                                         |                                                         |                                                       |                                                       |                                                       |                                                       |                                                       |                                           |                                           |                                           |                                                       |                                                       |                                             |                                             |                                           |                                             |                                           |                                           |                                           |                                           |                                           |                                           |
| Nassau-Dietz e Orange-Nassau (2ª criação) (1813-1815) | Nassau-Dietz e Orange-Nassau (2ª criação) (1813-1815)   | Nassau-Dietz e Orange-Nassau (2ª criação) (1813-1815)   | Nassau-Dietz e Orange-Nassau (2ª criação) (1813-1815)   | Nassau-Dietz e Orange-Nassau (2ª criação) (1813-1815)   | Nassau-Dietz e Orange-Nassau (2ª criação) (1813-1815)   | Nassau-Dietz e Orange-Nassau (2ª criação) (1813-1815)   | Nassau-Dietz e Orange-Nassau (2ª criação) (1813-1815)   | Nassau-Dietz e Orange-Nassau (2ª criação) (1813-1815)   | Nassau-Dietz e Orange-Nassau (2ª criação) (1813-1815)   | Nassau-Dietz e Orange-Nassau (2ª criação) (1813-1815) | Nassau-Dietz e Orange-Nassau (2ª criação) (1813-1815) | Nassau-Dietz e Orange-Nassau (2ª criação) (1813-1815) | Nassau-Dietz e Orange-Nassau (2ª criação) (1813-1815) | Nassau-Dietz e Orange-Nassau (2ª criação) (1813-1815) | Ducado de Nassau (1806-1866)              | Ducado de Nassau (1806-1866)              | Ducado de Nassau (1806-1866)              | Ducado de Nassau (1806-1866)                          | Ducado de Nassau (1806-1866)                          | Ducado de Nassau (1806-1866)                | Ducado de Nassau (1806-1866)                | Ducado de Nassau (1806-1866)              | Ducado de Nassau (1806-1866)                | Ducado de Nassau (1806-1866)              | Ducado de Nassau (1806-1866)              | Ducado de Nassau (1806-1866)              | Ducado de Nassau (1806-1866)              |                                           |                                           |
|                                                       |                                                         |                                                         |                                                         |                                                         |                                                         |                                                         |                                                         |                                                         |                                                         |                                                       |                                                       |                                                       |                                                       |                                                       |                                           |                                           |                                           |                                                       |                                                       |                                             |                                             |                                           |                                             |                                           |                                           |                                           |                                           |                                           |                                           |
| Anexado pela Prússia                                  |                                                         |                                                         |                                                         |                                                         |                                                         |                                                         |                                                         |                                                         |                                                         |                                                       |                                                       |                                                       |                                                       |                                                       |                                           |                                           |                                           |                                                       |                                                       |                                             |                                             |                                           |                                             |                                           |                                           |                                           |                                           |                                           |                                           |

#### Tabela de governantes
| Governante | Governante | Nascimento              | Governo                           | Morte                                              | Parte                                 | Consorte | Notas |
| --- | ---------- | ----------------------- | --------------------------------- | -------------------------------------------------- | ------------------------------------- | --- | --- |
| Roberto I |            | c.1090                  | 1123-1154                         | c.1154                                             | Condado de Nassau                     | Beatriz de Limburgo antes de 1135 quatro filhos | Filho mais velho de Dudão de Lauremburgo. Fundador da família e do condado. |
| Valerano I |            | c.1146                  | 1154-1198                         | 1 de fevereiro de 1198                             | Condado de Nassau                     | Cunegunda de Ziegenhain quatro filhos | Filhos de Roberto I, governaram juntos. Em 1159, após a morte do seu irmão, Valerano governou com os sobrinhos, filhos do seu irmão Arnaldo de Lauremburgo ou de Roberto II. Valerano tornou-se no primeiro conde "oficial" de Nassau em 1193. |
| Roberto II |            | c.1137                  | 1154-1159                         | c.1159                                             | Condado de Nassau                     | Não casou | Filhos de Roberto I, governaram juntos. Em 1159, após a morte do seu irmão, Valerano governou com os sobrinhos, filhos do seu irmão Arnaldo de Lauremburgo ou de Roberto II. Valerano tornou-se no primeiro conde "oficial" de Nassau em 1193. |
| Henrique I |            | Antes de 1159           | 1159-1167                         | agosto de 1167                                     | Condado de Nassau                     | Não casou | Filhos de Roberto I, governaram juntos. Em 1159, após a morte do seu irmão, Valerano governou com os sobrinhos, filhos do seu irmão Arnaldo de Lauremburgo ou de Roberto II. Valerano tornou-se no primeiro conde "oficial" de Nassau em 1193. |
| Roberto III O Belicoso |            | Antes de 1159           | 1159-1191                         | 23/28 de dezembro de 1191                          | Condado de Nassau                     | Isabel de Leiningen 1169 dois filhos | Filhos de Roberto I, governaram juntos. Em 1159, após a morte do seu irmão, Valerano governou com os sobrinhos, filhos do seu irmão Arnaldo de Lauremburgo ou de Roberto II. Valerano tornou-se no primeiro conde "oficial" de Nassau em 1193. |
| Henrique II O Rico |            | c.1180                  | 1198-1251                         | 26 de abril de 1251                                | Condado de Nassau                     | Matilde de Gueldres antes de 1221 onze filhos | Filhos de Valerano I, governaram conjuntamente. |
| Roberto IV |            | c.1180                  | 1198-1240                         | c.1240                                             | Condado de Nassau                     | Gertrudes de Kleeberg c. 11 de dezembro de 1215 sem filhos | Filhos de Valerano I, governaram conjuntamente. |
| Valerano II |            | c.1220                  | 1251-1255                         | 24 de janeiro de 1276                              | Condado de Nassau                     | Adelaide de Katzenelnbogen antes de 1250 sete filhos | Filhos de Henrique II, governaram em conjunto até 17 dedezembro de 1255, quando dividiram o condado ao meio. |
| Otão I |            | c.1220                  | 1251-1255                         | Entre 3 de maio de 1289 e 19 de março de 1290      | Condado de Nassau                     | Inês de Leiningen cinco filhos | Filhos de Henrique II, governaram em conjunto até 17 dedezembro de 1255, quando dividiram o condado ao meio. |
| Os filhos de Henrique II, Valerano II e Otão I, dividiram as possessões de Nassau a 17 de dezembro de 1255, através de um tratado designado Prima divisio, que determinou que o rio Lano seria a fronteira das duas metadesː a sul, a designada Nassau Sul seria governada por Valerano e os seus descendentes, conhecidos como Ramo Valeraniano, que se tornou importante no Condado de Nassau e no Luxemburgo; a norte, a designada Nassau Norte seria governada por Otão e os seus descendentes, conhecidos como Ramo Otoniano, que herdou partes de Nassau, França e Países Baixos. |            |                         |                                   |                                                    |                                       | | |
| Otão I |            | c.1220                  | 1255-1289/90                      | Entre 3 de maio de 1289 e 19 de março de 1290      | Nassau Norte                          | Inês de Leiningen five children | Filho de Henrique II, recebeu a terra a norte do Lano. |
| Valerano II |            | c.1220                  | 1255-1276                         | 24 de janeiro de 1276                              | Nassau Sul                            | Adelaide de Katzenelnbogen antes de 1250 sete filhos | Filho de Henrique II, recebeu a terra a sul do rio Lano. |
| Adolfo I |            | c.1255                  | 1276-1298                         | 2 de julho de 1298                                 | Nassau Sul                            | Imagina de Isemburgo-Limburgo 1270 oito filhos | Em 1292 foi coroado Rei da Alemanha. |
| Emico I |            | Antes de 1289           | 1289/90-1303                      | 7 de junho de 1334                                 | Nassau Norte                          | Ana de Nuremberga antes de 1297 oito filhos | Filhos de Otão I, governaam em conjunto até 1303, quando dividiram o condado: Henrique recebeu Siegen, Emico herdou Hadamar e João recebeu Dillenburg. Contudo, após a morte de João sem filhos, Nassau-Dillenburg foi anexada a Nassau-Siegen, que adotou onome Nassau-Dillenburg (designada nesta tabela como Nassau-Siegen-Dillenburg). Siegen e Dillenburg mantiveram-se unidas até 1606. |
| Emico I | 1303-1334  | Antes de 1289           | Nassau-Hadamar                    | 7 de junho de 1334                                 |                                       | Ana de Nuremberga antes de 1297 oito filhos | Filhos de Otão I, governaam em conjunto até 1303, quando dividiram o condado: Henrique recebeu Siegen, Emico herdou Hadamar e João recebeu Dillenburg. Contudo, após a morte de João sem filhos, Nassau-Dillenburg foi anexada a Nassau-Siegen, que adotou onome Nassau-Dillenburg (designada nesta tabela como Nassau-Siegen-Dillenburg). Siegen e Dillenburg mantiveram-se unidas até 1606. |
| João I |            | c.1290                  | 1289/90-1303                      | 10 de agosto de 1328                               | Nassau Norte                          | Não casou | Filhos de Otão I, governaam em conjunto até 1303, quando dividiram o condado: Henrique recebeu Siegen, Emico herdou Hadamar e João recebeu Dillenburg. Contudo, após a morte de João sem filhos, Nassau-Dillenburg foi anexada a Nassau-Siegen, que adotou onome Nassau-Dillenburg (designada nesta tabela como Nassau-Siegen-Dillenburg). Siegen e Dillenburg mantiveram-se unidas até 1606. |
| João I | 1303-1328  | c.1290                  | Nassau-Dillenburg                 | 10 de agosto de 1328                               |                                       | Não casou | Filhos de Otão I, governaam em conjunto até 1303, quando dividiram o condado: Henrique recebeu Siegen, Emico herdou Hadamar e João recebeu Dillenburg. Contudo, após a morte de João sem filhos, Nassau-Dillenburg foi anexada a Nassau-Siegen, que adotou onome Nassau-Dillenburg (designada nesta tabela como Nassau-Siegen-Dillenburg). Siegen e Dillenburg mantiveram-se unidas até 1606. |
| Henrique III (Henrique I de Nassau-Siegen) |            | before 1288             | 1289/90-1303                      | julho/agosto de 1343                               | Nassau Norte                          | Adelaide de Sponheim-Heinsberg 1302 cinco filhos | Filhos de Otão I, governaam em conjunto até 1303, quando dividiram o condado: Henrique recebeu Siegen, Emico herdou Hadamar e João recebeu Dillenburg. Contudo, após a morte de João sem filhos, Nassau-Dillenburg foi anexada a Nassau-Siegen, que adotou onome Nassau-Dillenburg (designada nesta tabela como Nassau-Siegen-Dillenburg). Siegen e Dillenburg mantiveram-se unidas até 1606. |
| Henrique III (Henrique I de Nassau-Siegen) | 1303-1328  | before 1288             | Nassau-Siegen                     | julho/agosto de 1343                               |                                       | Adelaide de Sponheim-Heinsberg 1302 cinco filhos | Filhos de Otão I, governaam em conjunto até 1303, quando dividiram o condado: Henrique recebeu Siegen, Emico herdou Hadamar e João recebeu Dillenburg. Contudo, após a morte de João sem filhos, Nassau-Dillenburg foi anexada a Nassau-Siegen, que adotou onome Nassau-Dillenburg (designada nesta tabela como Nassau-Siegen-Dillenburg). Siegen e Dillenburg mantiveram-se unidas até 1606. |
| Henrique III (Henrique I de Nassau-Siegen) | 1328-1343  | before 1288             | Nassau-Siegen-Dillenburg          | julho/agosto de 1343                               |                                       | Adelaide de Sponheim-Heinsberg 1302 cinco filhos | Filhos de Otão I, governaam em conjunto até 1303, quando dividiram o condado: Henrique recebeu Siegen, Emico herdou Hadamar e João recebeu Dillenburg. Contudo, após a morte de João sem filhos, Nassau-Dillenburg foi anexada a Nassau-Siegen, que adotou onome Nassau-Dillenburg (designada nesta tabela como Nassau-Siegen-Dillenburg). Siegen e Dillenburg mantiveram-se unidas até 1606. |
| Nassau-Dillenburg foi anexado a Nassau-Siegen, que adotou o nome Nassau-Dillenburg |            |                         |                                   |                                                    |                                       | | |
| Roberto V |            | c.1280                  | 1298-1304                         | 2 de novembro de 1304                              | Nassau Sul                            | Não casou | Não deixou descendentes. Foi sucedido pelo irmão, Gerlach. |
| Gerlach I |            | c.1285                  | 1304-1355                         | 7 de janeiro de 1361                               | Nassau Sul                            | Inês de Hesse 1307 sete filhos Hermengarda de Hohenlohe-Weikersheim antes de 4 de janeiro de 1337 dois filhos | Irmãos de Roberto V, governaram conjuntamente por um curto período (1312-1316). Em 1344 Gerlach abdicou para os filhos, que dividiram o condado. |
| Valerano III |            | c.1294                  | 1312-1316                         | 22 de dezembro de 1324                             | Nassau Sul                            | Não casou | Irmãos de Roberto V, governaram conjuntamente por um curto período (1312-1316). Em 1344 Gerlach abdicou para os filhos, que dividiram o condado. |
| João I |            | depois de 1302          | 1334-1365                         | 20 de janeiro de 1365                              | Nassau-Hadamar                        | Isabel de Waldeck 1331 dez filhos | Filhos de Emico I, governaram em conjunto. |
| Emico II |            | depois de 1302          | 1334-1359                         | 1 de março de 1359                                 | Nassau-Hadamar                        | Não casou | Filhos de Emico I, governaram em conjunto. |
| Otão II |            | c.1305                  | 1343-1351                         | 6 de janeiro de 1351                               | Nassau-Siegen-Dillenburg              | Adelaide de Vianden 23 de dezembro de 1331 quatro filhos | |
| Henrique I |            | 11 de junho de 1323     | 1343-1378                         | 28 de outubro de 1378                              | Nassau-Beilstein                      | Imagina de Westerburg 1339 três filhos | Filho de Henrique I, herdou Beilstein, separado de Nassau-Siegen-Dillenburg. |
| João I |            | c.1340                  | 1351-1416                         | 4 de setembro de 1416                              | Nassau-Siegen-Dillenburg              | Margarida de La Marck 30 de novembro de 1357 seis filhos | |
| Crato I |            | c.1340                  | 1355-1356                         | 1356                                               | Nassau-Sonnenberg                     | Não casou | Filho de Gerlach I, herdou Sonnenberg. Faleceu sem descendentes, pelo que foi sucedido pelo irmão, Roberto. |
| João I |            | c.1309                  | 1355-1371                         | 20 de setembro de 1371                             | Nassau-Weilburg                       | Gertrudes de Merenberg 1333 um filho Joana de Saarbrücken 1353 sete filhos | Fulho de Gerlach I, herdou Weilburg. |
| Adolfo I |            | c.1307                  | 1355-1370                         | 17 de janeiro de 1370                              | Nassau-Idstein                        | Margarida de Nuremberga 1322 catorze filhos | Filho de Gerlach I, herdou Idstein. |
| Roberto I O Belicoso |            | c.1340                  | 1356-1390                         | 4 de setembro de 1390                              | Nassau-Sonnenberg                     | Ana de Nassau-Hadamar 1362 sem filhos | Faleceu sem descendência. A sua terra foi anexada a Nassau-Weilburg. |
| Nassau-Sonnenberg foi anexado a Nassau-Weilburg |            |                         |                                   |                                                    |                                       | | |
| Henrique I |            | depois de 1331          | 1365-1368                         | 1368                                               | Nassau-Hadamar                        | Não casou | Não deixou descendentes. Foi sucedido pelo irmão. |
| Emico III |            | depois de 1331          | 1368-1394                         | 1394                                               | Nassau-Hadamar                        | Não casou | Irmão de Henrique, não deixou descendents. A terra foi anexada a Nassau-Dillenburg. |
| Nassau-Hadamar foi anexado a Nassau-Dillenburg |            |                         |                                   |                                                    |                                       | | |
| Gerlach II |            | 1333                    | 1370-1386                         | 1386                                               | Nassau-Idstein                        | Inês de Veldenz c.1360 sem filhos | Filho de Gerlach I, herdou Idstein. Não teve descendentes. Idstein passou para o irmão, Valerano. |
| Joana de Saarbrücken (regente) |            | c.1330                  | 1371-1381                         | outubro de 1381                                    | Nassau-Weilburg                       | João IV 1353 sete filhos | Regente em nome do filho, passando-lhe ainda, com a sua morte, o Condado de Saarbrücken. |
| Frederico de Blankenheim, Bispo de Estrasburgo (regente) |            | c.1355                  | 1381-1382                         | 9 de outubro de 1423                               | Nassau-Weilburg                       | Não casou | Regente em nome de Filipe I, após a morte da mãe. |
| Filipe I |            | 1368                    | 1382-1429                         | 2 de julho de 1429                                 | Nassau-Weilburg                       | Ana de Hohenlohe-Weikersheim 1385 um filho Isabel de Lorena-Vaudémont 1412 quatro filhos | Dividiu o condado pelos filhosː o mais velho recebeu Weilburg, e o mais novo o condado de Saarbrücken. |
| Henrique II |            | 29 de setembro de 1374  | 1378-1412                         | 12 de outubro de 1412                              | Nassau-Beilstein                      | Catarina de Randerode 1383 quatro filhos | Filhos de Henrique I, governaram conjuntamente. |
| Reinardo |            | 1374                    | 1378-1414/18                      | Entre 30 de dezembro de 1414 e 17 de abril de 1418 | Nassau-Beilstein                      | Não casou | Filhos de Henrique I, governaram conjuntamente. |
| Valerano IV |            | 1354                    | 1386-1393                         | 7 de novembro de 1393                              | Nassau-Idstein                        | Berta de Westerburg 1374 dois filhos | |
| Adolfo II |            | 1386                    | 1393-1426                         | 16 de julho de 1426                                | Nassau-Idstein                        | Margarida de Baden-Baden março de 1418 seis filhos | |
| João I |            | Depois de 1383          | 1414/18-1473                      | 1473                                               | Nassau-Beilstein                      | Matilde de Isenburg 1415 quatro filhos Joana de Gemen 1477 um filho | Filhos de Henrique II, governaram conjuntamente. |
| Henrique III |            | 1418                    | 1414/18-1477                      | 12 de setembro de 1477                             | Nassau-Beilstein                      | Não casou | Filhos de Henrique II, governaram conjuntamente. |
| Adolfo I |            | 1362                    | 1416-1420                         | 12 de junho de 1420                                | Nassau-Siegen-Dillenburg              | Judite de Dietz 1376 um filho | Filhos de João III, governaram conjuntamente, como Tetrarcas. |
| João II O Velho |            | 1365                    | 1416-1443                         | maio de 1443                                       | Nassau-Siegen-Dillenburg              | Não casou | Filhos de João III, governaram conjuntamente, como Tetrarcas. |
| Engelberto I |            | 1370                    | 1416-1442                         | 3 de maio de 1442                                  | Nassau-Siegen-Dillenburg              | Joana de Polanen 1 de agosto de 1403 Breda seis filhos | Filhos de João III, governaram conjuntamente, como Tetrarcas. |
| João III O Jovem |            | 1362                    | 1416-1429/30                      | 1429/30                                            | Nassau-Siegen-Dillenburg              | Não casou | Filhos de João III, governaram conjuntamente, como Tetrarcas. |
| João II |            | 1419                    | 1426-1480                         | 9 de maio de 1480                                  | Nassau-Idstein                        | Maria de Nassau-Dillenburg 17 de junho de 1437 Breda seis filhos | |
| Isabel de Lorena-Vaudémont (regente) |            | 1395                    | 1429-1438                         | 17 de janeiro de 1456                              | Nassau-Weilburg                       | Filipe I 1412 quatro filhos | Regente em nome dos filhos. |
| Filipe II |            | 12 March 1418           | 1438-1492                         | 19 March 1492                                      | Nassau-Weilburg                       | Margarida de Loon-Heinsberg 25 de setembro de 1440 dois filhos | Filho mais velho de Filipe I; herdou Nassau-Weilburg |
| João II |            | 4 de abril de 1423      | 1438-1472                         | 15 de julho de 1472                                | Nassau-Saarbrücken                    | Joana de Loon-Heinsberg 30 de novembro de 1456 dois filhos Isabel de Württemberg-Urach 30 de outubro de 1470 um filho | Segundo filho de Filipe I; herdou Nassau-Saarbrücken. |
| João IV |            | 1 de agosto de 1410     | 1442-1475                         | 3 de fevereiro de 1475                             | Nassau-Siegen-Dillenburg              | Maria de Loon-Heinsberg 7 de fevereiro de 1440 seis filhos | Filhos de Engelberto I, governaram conjuntamente. |
| Henrique II |            | 7 de julho de 1414      | 1442-1451                         | 8 de junho de 1451                                 | Nassau-Siegen-Dillenburg              | Genoveva de Virneburg 1435 um filho Hermengarda de Schleiden-Junkerath depois de 1437 sem filhos | Filhos de Engelberto I, governaram conjuntamente. |
| Isabel de Württemberg-Urach (regente) |            | 4 de outubro de 1447    | 1472-1474                         | 3 de junho de 1505                                 | Nassau-Saarbrücken                    | João II 30 de outubro de 1470 um filho Henrique, Conde de Stolberg 1474 sem filhos | Regente em nome do filho, até ao seu segundo casamento. |
| Filipe II de Nassau-Weilburg (regente) |            | 12 de março de 1418     | 1474-1490                         | 19 March 1492                                      | Nassau-Saarbrücken                    | Margarida de Loon-Heinsberg 25 de setembro de 1440 dois filhos | Regentes em nome do conde João Luís. |
| Everardo I de Württemberg (regente) |            | 11 de dezembro de 1445  | 1474-1490                         | 24 de fevereiro de 1496                            | Nassau-Saarbrücken                    | Bárbara de Mântua 12 de abril/4 de julho 1474 um filho | Regentes em nome do conde João Luís. |
| João Luís I |            | 19 de outubro de 1472   | 1490-1545                         | 4 de junho de 1545                                 | Nassau-Saarbrücken                    | Isabel do Palatinado-Zweibrücken 29 de janeiro de 1492 Saarbrücken seis filhos Catarina de Meurs-Saarwerden 14 de fevereiro de 1507 nove filhos | |
| Engelberto II O Valoroso |            | 17 de maio de 1451      | 1475-1504                         | 31 de maio de 1504                                 | Nassau-Siegen-Dillenburg              | Cimburga de Baden-Baden 19 de dezembro de 1468 Koblenz sem filhos | Também Governador dos Países Baixos Espanhóis. Não deixou descendentes. Foi sucedido pelo irmão. |
| Henrique IV |            | 1449                    | 1477-1499                         | 26 de maio de 1499                                 | Nassau-Beilstein                      | Eva de Sayn 1464 dez filhos | |
| Adolfo III |            | 10 de novembro de 1443  | 1480-1511                         | 6 de julho de 1511                                 | Nassau-Idstein                        | Margarida de Hanau-Lichtenberg 20 de junho de 1484 quatro filhos | |
| Filipe I |            | 1450                    | 1480-1509                         | 16 de junho de 1509                                | Nassau-Idstein                        | Margarida de Zweibrücken-Veldenz 1470 sem filhos | |
| Luís I |            | 1473                    | 1492-1523                         | 28 de maio de 1523                                 | Nassau-Weilburg                       | Maria Margarida de Nassau-Idstein 19 de abril de 1501 seis filhos | |
| João II |            | 1475                    | 1499-1513                         | 18 de agosto de 1513                               | Nassau-Beilstein                      | Maria de Solms 1492 quatro filhos Ana de Lippe 1510 sem filhos | |
| João V |            | 9 de novembro de 1455   | 1504-1516                         | 30 de julho de 1516                                | Nassau-Siegen-Dillenburg              | Isabel de Hesse-Marburg 11 de fevereiro de 1481 seis filhos | |
| Filipe II O Velho |            | 26 de abril de 1492     | 1511-1558                         | 6 de junho de 1558                                 | Nassau-Idstein                        | Adriana de Glymes 24 de agosto de 1514 Bergen op Zoom seis filhos | |
| João III |            | 17 de novembro de 1495  | 1513-1561                         | 13 de dezembro de 1561                             | Nassau-Beilstein                      | Ana de Nassau-Weilburg 1523 sem filhos | Filhos de João II, governaram conjuntamente. |
| Henrique V |            | Depois de 1495          | 1513-1525                         | 25 de fevereiro de 1525                            | Nassau-Beilstein                      | Não casou | Filhos de João II, governaram conjuntamente. |
| Bernardo |            | 1479/85                 | 1513-1556                         | 10 de maio de 1556                                 | Nassau-Beilstein                      | Não casou | Irmão de João II, governou com os sobrinhos. |
| Nassau-Beilstein foi reanexado a Nassau-Dillenburg |            |                         |                                   |                                                    |                                       | | |
| Henrique III |            | 12 de janeiro de 1483   | 1516-1538                         | 14 de setembro de 1538                             | Nassau-Siegen-Dillenburg              | Luísa Francisca de Saboia 3 de agosto de 1503 sem filhos Cláudia de Chalon maio de 1515 um filho Mencía de Mendoza 26 de junho de 1524 um filho | |
| Filipe III |            | 20 de setembro de 1504  | 1523-1559                         | 4 de outubro de 1559                               | Nassau-Weilburg                       | Isabel de Sayn-Hachenburg 2 de março de 1523 quatro filhos Ana de Mansfeld-Hinterort 23 de setembro de 1536 um filho Amália de Isenburg-Büdingen 17 de agosto de 1541 Büdingen três filhos                                                                         | |
| Guilherme I O Rico |            | 10 de abril de 1487     | 1538-1559                         | 6 de outubro de 1559                               | Nassau-Siegen-Dillenburg              | Valburga de Egmont 29 de outubro de 1519 Koblenz dois filhos Juliana de Stolberg 29 de setembro de 1531 Königstein doze filhos | Irmão de Henrique III, herdou Nassau-Siegen-Dillenburg. |
| Renato |            | 5 de fevereiro de 1519  | 1538-1544                         | 15 de julho de 1544                                | Nassau-Breda e Principado de Orange   | Ana de Lorena 22 de agosto de 1540 Bar-le-Duc um filho | Filho de Henrique XI, herdou Nassau-Breda do pai e ainda o Principado de Orange da mãe. Sem descendentes, doou o seu património ao primo, Guilherme II. |
| Guilherme I O Silencioso |            | 24 de abril de 1533     | 1544-1584                         | 10 de julho de 1584                                | Nassau-Breda Orange-Nassau            | Ana de Egmont 8 de julho de 1551 Buren três filhos Ana da Saxónia 24 de agosto de 1561 Leipzig (anulado a 14 de dezembro de 1571) fcinco filhos Carlota de Bourbon 12 de junho de 1575 Brielle seis filhos Luísa de Coligny 12 de abril de 1583 Antuérpia um filho | Filho mais velho de Guilherme I, herdou as terras do primo, Renato, e deixou a herança paterna aos irmãos mais novos. Foi assassinado em 1584. |
| Filipe II |            | 25 de julho de 1509     | 1545-1554                         | 19 de junho de 1554                                | Nassau-Saarbrücken                    | Apolónia de Leiningen-Hartenburg 17 de julho de 1535 sem filhos | Não deixou descendentes. Foi sucedido pelo irmão. |
| João III |            | 5 de abril de 1511      | 1554-1574                         | 23 de novembro de 1574                             | Nassau-Saarbrücken                    | Não casou | Não deixou descendentes. O condado foi absorvido por Nassau-Weilburg |
| Nassau-Saarbrücken foi reanexado a Nassau-Weilburg |            |                         |                                   |                                                    |                                       | | |
| Filipe II O Jovem |            | 1516                    | 1558-1566                         | 3 de janeiro de 1566                               | Nassau-Idstein                        | Não casou | Não deixou decsendência. Foi sucedido pelo seu irmão, Baltasar. |
| Alberto I |            | 26 de dezembro de 1537  | 1559-1593                         | 11 de novembro de 1593                             | Nassau-Weilburg                       | Ana de Nassau-Dillenburg 23 de setembro de 1536 catorze filhos | Filhos de Filipe III, governaram conjuntamente. Em 1574 anexaram Nassau-Saarbrücken |
| Filipe IV |            | 14 de outubro de 1542   | 1559-1602                         | 12 de março de 1602                                | Nassau-Weilburg                       | Érica de Manderscheid-Blankenheim 9 de abril de 1563 um filho Isabel de Nassau-Dillenburg 3 de outubro de 1583 sem filhos | Filhos de Filipe III, governaram conjuntamente. Em 1574 anexaram Nassau-Saarbrücken |
| João VI O Velho |            | 22 de novembro de 1536  | 1559-1606                         | 8 de outubro de 1606                               | Nassau-Siegen-Dillenburg              | Isabel de Leuchtenberg 6 de junho de 1559 Dillenburg treze filhos Cunegunda Jacoba de Simmern 13 de setembro de 1580 Dillenburg quatro filhos Joaneta de Sayn-Wittgenstein 14 de junho de 1586 Berleburg sete filhos                                               | Irmão mais novo de Guilherme II, herdou os domínios do pai, que foram divididos após a sua morte. |
| Após a morte de João XV, Nassau-Siegen-Dillenburg deixou de existir, pois as terras que compunham o condado foram redivididas. |            |                         |                                   |                                                    |                                       | | |
| Baltasar |            | 1520                    | 1566-1568                         | 11 de janeiro de 1568                              | Nassau-Idstein                        | Margarida de Isenburg-Birstein 9 de junho/6 de setembro de 1564 um filho | |
| Margarida de Isenburg-Birstein (regente) |            | 14 de dezembro de 1542  | 1568-c.1587                       | 8 de agosto de 1613                                | Nassau-Idstein                        | Baltasar 9 de junho/6 de setembro de 1564 um filho Jorge I de Leiningen-Westerburg 24 de maio de 1570 Büdingen cinco filhos | Regente em nome do seu filho. |
| João Luís I |            | 10 de abril de 1567     | c.1587-1596                       | 10 de junho de 1596                                | Nassau-Idstein                        | Maria de Nassau-Dillenburg 2 de dezembro de 1588 Idstein seis filhos | |
| Filipe Guilherme |            | 19 de dezembro de 1554  | 1584-1618                         | 20 de fevereiro de 1618                            | Nassau-Breda Orange-Nassau            | Leonor de Bourbon-Condé 23 de novembro de 1606 Fontainebleau sem filhos | Não deixou descendência. Foi sucedido pelo sue meio-irmão, Maurício. |
| Maria de Nassau-Dillenburg (regente) |            | 12 de novembro de 1568  | 1596-1605                         | 30 de abril de 1632                                | Nassau-Idstein                        | João Luís II 2 de dezembro de 1588 Idstein seis filhos | Regente em nome do seu filho. |
| João Luís II |            | 21 de maio de 1596      | 1596-1605                         | 9 de junho de 1605                                 | Nassau-Idstein                        | Não casou | Faleceu antes de atingir a maioridade. As suas terras foram anexadas a Nassau-Weilburg. |
| Nassau-Idstein foi reanexado a Nassau-Weilburg |            |                         |                                   |                                                    |                                       | | |
| Luís II |            | 9 de agosto de 1565     | 1602-1605                         | 8 de novembro de 1627                              | Nassau-Weilburg                       | Ana Maria de Hesse-Cassel 8 de junho de 1589 Cassel catorze filhos | Em 1605 reuniu Nassau Sul. Contudo voltaram a dividir-se as posses pelos filhos após a sua morte. 1 |
| Luís II | 1605-1627  | 9 de agosto de 1565     | Nassau Sul                        | 8 de novembro de 1627                              |                                       | Ana Maria de Hesse-Cassel 8 de junho de 1589 Cassel catorze filhos | Em 1605 reuniu Nassau Sul. Contudo voltaram a dividir-se as posses pelos filhos após a sua morte. 1 |
| Guilherme Luís I |            | 13 March 1560           | 1606-1620                         | 13 July 1620                                       | Nassau-Dillenburg                     | Ana de Orange-Nassau 25 de novembro de 1587 Franeker sem filhos | Filho de João XV, recebeu Nassau-Dillenburg. |
| João VII O Médio |            | 7 de junho de 1561      | 1606-1623                         | 27 de setembro de 1623                             | Nassau-Siegen                         | Madalena de Waldeck 9 de dezembro de 1581 Dillenburg doze filhos Margarida de Schleswig-Holstein-Sonderburg 27 de agosto de 1603 Dillenburg thirteen children | João, como filho de João VI, recebeu Nassau-Siegen, e associou o seu filho Henrique ao governo praticamente desde o seu nascimento. Henrique veio a abdicar após a morte do pai. |
| Henrique II |            | 9 de agosto de 1611     | 1611-1623                         | 27 de outubro de 1652                              | Nassau-Siegen                         | Maria Madalena de Limburgo-Stirum 9 de abril de 1646 quatro filhos | João, como filho de João VI, recebeu Nassau-Siegen, e associou o seu filho Henrique ao governo praticamente desde o seu nascimento. Henrique veio a abdicar após a morte do pai. |
| Ernesto Casimiro I |            | 22 December 1573        | 1606-1632                         | 2 June 1632                                        | Nassau-Dietz                          | Sofia Edviges de Brunsvique-Volfembutel 8 de junho de 1607 Dillenburg Dois filhos | Filho de João VI, recebeu Nassau-Dietz. |
| Maurício |            | 14 de novembro de 1567  | 1618-1625                         | 23 de abril de 1625                                | Nassau-Breda Orange-Nassau            | Não casou | Não deixou descendentes. Foi sucedido pelo meio-irmão, Frederico Henrique. |
| João Luís I |            | 6 de agosto de 1590     | 1620-1653                         | 10 de março de 1653                                | Nassau-Hadamar                        | Úrsula de Lippe 1617 catorze filhos | Filho de João VI, recebeu Nassau-Hadamar, recriado em 1620 a partir de Nassau-Dillenburg. |
| Jorge |            | 1 de setembro de 1562   | 1620-1623                         | 9 de agosto de 1623                                | Nassau-Dillenburg                     | Ana Amália de Nassau-Saarbrücken 1584 catorze filhos Amália de Sayn-Wittgenstein 1605 um filho | Filho de João VI, sucedeu ao seu irmão Guilherme Luís. |
| João VIII O Jovem (João VIII de Nassau-Siegen) |            | 29 de setembro de 1583  | 1623-1638                         | 27 de julho de 1638                                | Nassau-Siegen                         | Ernestina Iolanda de Ligne 13 de agosto de 1618 Bruxelas treze filhos | Filho de João VII. |
| Luís Henrique |            | 9 de maio de 1594       | 1623-1662                         | 12 de julho de 1662                                | Nassau-Dillenburg                     | Catarina de Sayn-Wittgenstein 1615 doze filhos Isabel de Salm-Dhaun 1653 sem filhos Sofia de Nassau-Hadamar 1656 três filhos | Filhos de Jorge, governaram conjuntamente. |
| Alberto I |            | 1 de novembro de 1596   | 1623-1626                         | 16 de junho de 1626                                | Nassau-Dillenburg                     | Não casou | Filhos de Jorge, governaram conjuntamente. |
| Frederico Henrique |            | 29 de janeiro de 1584   | 1625-1647                         | 14 de março de 1647                                | Nassau-Breda Orange-Nassau            | Amália de Solms-Braunfels 4 de abril de 1625 Haia nove filhos | |
| Guilherme Luís I |            | 18 de dezembro de 1590  | 1627-1640                         | 22 de agosto de 1640                               | Nassau-Saarbrücken                    | Ana Amália de Baden-Durlach 25 de novembro de 1615 Durlach doze filhos | Filho de Luís II, recebeu Nassau-Saarbrücken. |
| João |            | 24 de novembro de 1603  | 1627-1677                         | 23 de maio de 1677                                 | Nassau-Idstein                        | Sibila Madalena de Baden-Durlach 6 de junho de 1629 Estrasburgo nove filhos Ana de Leiningen-Dagsburg-Falkenburg 6 de dezembro de 1646 Estrasburgo dezassete filhos                                                                                                | Filho de Luís II, recebeu Nassau-Idstein. |
| Ernesto Casimiro I |            | 15 de novembro de 1607  | 1627-1655                         | 16 de abril de 1655                                | Nassau-Weilburg                       | Ana Maria de Sayn-Wittgenstein-Hachenburg 22 de fevereiro de 1634 Weilburg seis filhos | Filho de Luís II, recebeu Nassau-Weilburg. |
| Henrique Casimiro I |            | 21 de janeiro de 1612   | 1632-1640                         | 13 de julho de 1640                                | Nassau-Dietz                          | Não casou | Não deixou descendência. Foi sucedido pelo irmão. |
| João Francisco Desiderato |            | 28 de julho de 1627     | 1638-1699                         | 17 de novembro de 1699                             | Nassau-Siegen                         | Joana Cláudia de Königsegg-Rotenfels-Aulendorf 14 de maio de 1651 Viena dez filhos Maria Leonor Sofia de Baden-Rodemachern 31 de maio de 1665 Rodemachern quatro filhos Isabel Clara du Puget de la Serre 9 de fevereiro de 1669 Bruxelas dez filhos               | João Francisco governou sucessivamente com os seus tios Jorge Frederico e João Maurício, e ainda com o primo, Guilherme Maurício, filho de Henrique XII. |
| Jorge Frederico |            | 23 de fevereiro de 1606 | 1638-1674                         | 5 de abril de 1674                                 | Nassau-Siegen                         | Maurícia Leonor de Portugal 4 de junho de 1647 Haia sem filhos | João Francisco governou sucessivamente com os seus tios Jorge Frederico e João Maurício, e ainda com o primo, Guilherme Maurício, filho de Henrique XII. |
| João Maurício O Brasileiro |            | 17 de junho de 1604     | 1674-1679                         | 20 de dezembro de 1679                             | Nassau-Siegen                         | Não casou | João Francisco governou sucessivamente com os seus tios Jorge Frederico e João Maurício, e ainda com o primo, Guilherme Maurício, filho de Henrique XII. |
| Guilherme Maurício |            | 18 de janeiro de 1649   | 1679-1691                         | 23 de janeiro de 1691                              | Nassau-Siegen                         | Ernestina Carlota de Nassau-Schaumburg 6 de fevereiro de 1678 Schaumburg dois filhos | João Francisco governou sucessivamente com os seus tios Jorge Frederico e João Maurício, e ainda com o primo, Guilherme Maurício, filho de Henrique XII. |
| Guilherme Frederico |            | 7 de agosto de 1613     | 1640-1664                         | 31 de outubro de 1664                              | Nassau-Dietz                          | Albertina Inês de Orange-Nassau 2 de maio de 1652 Cleves três filhos | |
| Crato I |            | 7 de abril de 1621      | 1640-1642                         | 25 de julho de 1642                                | Nassau-Saarbrücken                    | Não casou | |
| João Luís I |            | 23 de maio de 1625      | 1642-1659                         | 9 de fevereiro de 1690                             | Nassau-Saarbrücken                    | Doroteia Catarina do Palatinado-Birkenfeld-Bischweiler 6 de outubro de 1649 Bischwiller oito filhos | Em 1659 abdicou do condado para os irmãos. |
| Guilherme II |            | 27 de maio de 1626      | 1647-1650                         | 6 de novembro de 1650                              | Nassau-Breda Orange-Nassau            | 2 de maio de 1641 Londres um filho | |
| Maria da Grã-Bretanha (regente) |            | 4 de novembro de 1631   | 1650-1660                         | 24 de novembro de 1660                             | Nassau-Breda Orange-Nassau            | 2 de maio de 1641 Londres um filho | Partilhou a regência em nome de Guilherme IV. |
| Amália de Solms-Braunfels (regente) |            | 31 de agosto de 1602    | 1650-1672                         | 8 de setembro de 1675                              | Nassau-Breda Orange-Nassau            | Frederico Henrique 4 de abril de 1625 Haia nove filhos | Partilhou a regência em nome de Guilherme IV. |
| Guilherme III |            | 4 de novembro de 1650   | 1672-1702                         | 8 de março de 1702                                 | Nassau-Breda Orange-Nassau            | Maria II, Rainha da Grã-Bretanha 4 de novembro de 1677 Londres sem filhos | Tornou-se Rei de Inglaterra e Escócia (Grã-Bretanha) em 1688, governando em conjunto com a esposa. Não deixou descendência, e as suas terras em Nassau e Países Baixos reverteram para o ramo de Nassau-Dietz. |
| Nassau-Breda e Orange-Nassau foram anexados a Nassau-Dietz |            |                         |                                   |                                                    |                                       | | |
| Em 1702, o ramo de Nassau-Dietz apropriou-se dos desígnios da Casa de Orange-Nassau, que se extinguiu com a morte de Guilherme III de Inglaterra. Tomou inclusive o nome Orange-Nassau. Os condes de Nassau-Dietz, na verdade, descendiam tanto por via masculina do irmão de Guilherme O Silencioso como por via feminina do próprio Guilhermeː Guilherme Frederico, Príncipe de Nassau-Dietz, desposara Albertina Inês de Orange-Nassau, filha de Frederico Henrique, Príncipe de Orange em 1652.                                                                                     |            |                         |                                   |                                                    |                                       | | |
| Maurício Henrique |            | 23 de abril de 1626     | 1653-1679                         | 24 de janeiro de 1679                              | Nassau-Hadamar                        | Ernestina Carlota de Nassau-Siegen 30 de janeiro de 1650 Siegen seis filhos Maria Leopoldina de Nassau-Siegen 12 de agosto de 1669 Siegen três filhos Ana Luísa de Manderscheid-Blankenheim 24 de outubro de 1675 Hachenburg seis filhos                           | |
| Frederico |            | 26 de abril de 1640     | 1655-1675                         | 8 de setembro de 1675                              | Nassau-Weilburg                       | Cristiana Isabel de Sayn-Wittgenstein-Homburg 26 de maio de 1663 três filhos | |
| João Luís I |            | 23 de maio de 1625      | 1659-1690                         | 9 de fevereiro de 1690                             | Nassau-Ottweiler                      | Doroteia Catarina do Palatinado-Birkenfeld-Bischweiler 6 de outubro de 1649 Bischweiler oito filhos | Filho de Guilherme Luís II, depois da divisão recebeu Ottweiler. |
| Gustavo Adolfo |            | 27 de março de 1632     | 1659-1677                         | 9 de outubro de 1677                               | Nassau-Saarbrücken                    | Leonor Clara de Hohenlohe-Neuenstein 14 de junho de 1662 sete filhos | Filho de Guilherme Luís II, depois da divisão recebeu Saarbrücken. |
| Valerano |            | 25 February 1635        | 1659-1702                         | 17 October 1702                                    | Nassau-Usingen                        | Catarina Francisca de Croÿ-Roeulx 16 de junho de 1678 Mechelen três filhos Madalena Isabel de Löwenstein-Wertheim-Rochefort 1686 sem filhos | Filho de Guilherme Luís II, depois da divisão recebeu Usingen. |
| Henrique |            | 28 de agosto de 1641    | 1662-1701                         | 18 de abril de 1701                                | Nassau-Dillenburg                     | Doroteia Isabel de Brieg 13 de outubro de 1663 dezasseis filhos | Neto de Luís Henrique, como filho de Jorge Luís de Nassau-Dillenburg, sucedeu ao avô. |
| Albertina Inês de Orange-Nassau (regente) |            | 9 de abril de 1634      | 1664-1677                         | 26 de maio de 1696                                 | Nassau-Dietz                          | Guilherme Frederico 2 de maio de 1652 Cleves três filhos | |
| Henrique Casimiro II |            | 18 de janeiro de 1657   | 1677-1696                         | 25 de março de 1696                                | Nassau-Dietz                          | Henriqueta Amália de Anhalt-Dessau 26 de novembro de 1683 Dessau nove filhos | |
| João, Conde de Nassau-Idstein (regente) |            | 24 de novembro de 1603  | 1675-1677                         | 23 de maio de 1677                                 | Nassau-Weilburg                       | Sibila Madalena de Baden-Durlach 6 de junho de 1629 Estrasburgo nove filhos Ana de Leiningen-Dagsburg-Falkenburg 6 de dezembro de 1646 Estrasburgo dezassete filhos                                                                                                | Regentes em nome de João Ernesto de Nassau-Weilburg. |
| João Luís, Conde de Nassau-Ottweiler (regente) |            | 23 de maio de 1625      | 1677-c.1680                       | 9 de fevereiro de 1690                             | Nassau-Weilburg                       | Doroteia Catarina do Palatinado-Birkenfeld-Bischweiler 6 de outubro de 1649 Bischweiler oito filhos | Regentes em nome de João Ernesto de Nassau-Weilburg. |
| João Ernesto |            | 13 de junho de 1664     | c.1680-1719                       | 27 de fevereiro de 1719                            | Nassau-Weilburg                       | Maria Policena de Leiningen-Dagsburg-Hartenburg 3 de abril de 1683 nove filhos | |
| Luís Crato |            | 28 de março de 1663     | 1677-1713                         | 14 de fevereiro de 1713                            | Nassau-Saarbrücken                    | Filipina Henriqueta de Hohenlohe-Langenburg 25 de abril de 1699 oito filhos | Não deixou descendência. Foi sucedido pelo irmão, Carlos Luís. |
| Jorge Augusto |            | 26 de fevereiro de 1665 | 1677-1721                         | 26 de outubro de 1721                              | Nassau-Idstein                        | Henriqueta Doroteia de Oettingen 22 de setembro de 1688 Kirchheim unter Teck doze filhos | Sem filhos para lhe sucederem, após a sua morte Nassau-Idstein reverteu para Nassau-Saarbrücken. |
| Nassau-Idstein foi anexado a Nassau-Saarbrücken |            |                         |                                   |                                                    |                                       | | |
| Francisco Bernardo de Nassau-Hadamar (regente) |            | 21 de setembro de 1637  | 1679-1694                         | 15 de setembro de 1695                             | Nassau-Hadamar                        | Não casou | Irmão de Maurício Henrique, tornou-se regente em nome so seu sobrinho. |
| Francisco Alexandre |            | 27 de janeiro de 1674   | 1694-1711                         | 27 de maio de 1711                                 | Nassau-Hadamar                        | Isabel Catarina Felicidade de Hesse-Rotenburg 18 de outubro de 1695 Lovosice (anulado em 1705) catorze filhos | Não deixou descendentes, e a suas terras foram divididas pelos condados vizinhos. |
| Nassau-Hadamar foi dividido entre Nassau-Dietz, Nassau-Dillenburg e Nassau-Siegen |            |                         |                                   |                                                    |                                       | | |
| Henriqueta Amália de Anhalt-Dessau (regente) |            | 16 de agosto de 1666    | 1696-1708                         | 18 de abril de 1726                                | Nassau-Dietz Orange-Nassau            | Henrique Casimiro II 26 de novembro de 1683 Dessau nove filhos | Regente em nome do seu filho. A partir de 1702, é ela, enquanto regente, quem governa as terras deixadas por Guilherme III, falecido sem descendentes naquele ano. |
| João Guilherme Friso |            | 14 de agosto de 1687    | 1708-1711                         | 14 de julho de 1711                                | Nassau-Dietz Orange-Nassau            | Maria Luísa de Hesse-Cassel 26 de abril de 1709 Cassel dois filhos | Tornou-se Stadholder na Frísia e Groningen, e em 1702 tornou-se herdeiro de Guilherme III de Inglaterra, e foi assim o fundador da atual Casa de Orange-Nassau, e da Família Real Neerlandesa. Contudo teve de dividir algumas propriedades com o Rei da Prússia, que descendia também de Guilherme I. |
| Guilherme Jacinto |            | 3 de abril de 1667      | 1699-1707                         | 18 de abril de 1743                                | Nassau-Siegen                         | Maria Francisca de Fürstenberg-Heiligenberg 9 de abril de 1687 Liège ttrês filhos Maria Ana de Hohenlohe-Waldenburg-Schillingsfürst 22 de maio de 1698 Frankfurt um filho Sofia de Starhemberg 28 de julho de 1740 Viena sem filhos                                | Filho de João Francisco Desiderato, o seu desinteresse pelo governo fez com que fosse deposto em 1707, e substituído pelo primo. |
| Guilherme II |            | 28 de agosto de 1670    | 1701-1724                         | 21 de setembro de 1724                             | Nassau-Dillenburg                     | Joana Doroteia de Schleswig-Holstein-Sonderburg-Plön-Norburg 13 de janeiro de 1699 Harzgerode dois filhos | Não deixou descendentes. Foi sucedido pelo irmão. |
| Guilherme Henrique I |            | 2 de maio de 1684       | 1702-1718                         | 14 de fevereiro de 1718                            | Nassau-Usingen                        | Carlota Amália de Nassau-Dillenburg 15 de abril de 1706 Dillenburg nine children | |
| Frederico Guilherme I |            | 20 de fevereiro de 1680 | 1707-1722                         | 13 de fevereiro de 1722                            | Nassau-Siegen                         | Isabel de Hesse-Homburg 7 de janeiro de 1702 cinco filhos Amália Luísa da Curlândia 13 de abril de 1708 oito filhos | Filho de Guilherme Maurício. |
| Maria Luísa de Hesse-Cassel (regente) |            | 7 de fevereiro de 1688  | 1711-1729                         | 9 de abril de 1765                                 | Nassau-Dietz Orange-Nassau            | João Guilherme Friso 26 de abril de 1709 Cassel dois filhos | Regente em nome do filho. |
| Guilherme IV |            | 1 de setembro de 1711   | 1729-1751                         | 22 de outubro de 1751                              | Nassau-Dietz Orange-Nassau            | Ana da Grã-Bretanha 25 de março de 1734 Londres três filhos | Herdou um número considerável de territórios da família além da herança paterna de Nassau-Dietzː Nassau-Hadamar em 1711, Nassau-Siegen em 1734, e Nassau-Dillenburg em 1739. Em 1732, Frederico Guilherme I da Prússia deixou-lhe as suas propriedadesde neerlandesas, incluindo o Palácio Huis ten Bosch e o Palácio Het Loo. Guilherme tornou-se stadtholder dos Países Baixos em 1747 e reuniu todas as posses neerlandesas e alemãs da família (com exceção de Nassau-Weilburg), intitulando-se Príncipe de Orange e Nassau. |
| Carlos Luís |            | 6 de janeiro de 1665    | 1713-1723                         | 6 de dezembro de 1723                              | Nassau-Saarbrücken                    | Cristiana Carlota de Nassau-Ottweiler 22 de abril de 1713 Saarbrücken dois filhos | Não deixou decsendência. As suas terras foram herdadas pelo seu primo de Nassau-Ottweiler. |
| Carlos Augusto |            | 17 de setembro de 1685  | 1719-1753                         | 9 de novembro de 1753                              | Nassau-Weilburg                       | Augusta Frederica de Nassau-Idstein 17 de agosto de 1723 Wiesbaden sete filhos | |
| Amália Luísa da Curlândia (regente) |            | 2 de julho de 1687      | 1722-c.1726                       | 18 de janeiro de 1750                              | Nassau-Siegen                         | Frederico Guilherme I 13 de abril de 1708 oito filhos | Regente em nome do enteado, Frederico Guilherme II. |
| Frederico Guilherme II |            | 11 de novembro de 1706  | c.1726-1734                       | 11 de novembro de 1734                             | Nassau-Siegen                         | Sofia Policena Concórdia de Sayn-Wittgenstein-Hohenstein 23 de setembro de 1728 cinco filhos | Não lhe sobreviveu qualquer descendência varonil. Após a sua morte Nassau-Siegen foi anexado a Nassau-Dietz. |
| Nassau-Siegen foi anexado a Nassau-Dietz |            |                         |                                   |                                                    |                                       | | |
| Frederico Luís |            | 13 de novembro de 1651  | 1690-1723                         | 25 de maio de 1728                                 | Nassau-Ottweiler                      | Cristiana de Ahlefeldt 28 de julho de 1680 oito filhos Luísa Sofia de Hanau-Lichtenberg 27 de setembro de 1697 sem filhos | Em 1723 herdou Saarbrücken, reunindo Ottweiler com a nova aquisição. |
| Frederico Luís | 1723-1728  | 13 de novembro de 1651  | Nassau-Saarbrücken                | 25 de maio de 1728                                 |                                       | Cristiana de Ahlefeldt 28 de julho de 1680 oito filhos Luísa Sofia de Hanau-Lichtenberg 27 de setembro de 1697 sem filhos | Em 1723 herdou Saarbrücken, reunindo Ottweiler com a nova aquisição. |
| Nassau-Ottweiler foi aenxado a Nassau-Saarbrücken |            |                         |                                   |                                                    |                                       | | |
| Cristiano |            | 12 de agosto de 1688    | 1724-1739                         | 28 de agosto de 1739                               | Nassau-Dillenburg                     | Isabel Carlota de Nassau-Dietz 1725 sem filhos | Não deixou descendentes. As suas terras foram anexadas a Nassau-Dietz. |
| Nassau-Dillenburg foi anexado a Nassau-Dietz |            |                         |                                   |                                                    |                                       | | |
| Carlota Amália de Nassau-Dillenburg (regente) |            | 2 de maio de 1684       | 1718-1728                         | 14 de fevereiro de 1718                            | Nassau-Usingen                        | Guilherme Henrique I 15 de abril de 1706 Dillenburg nove filhos | Regente em nome do seu filho Carlos. Em 1728 herdou, em nome dele, Nassau-Saarbrücken. |
| Carlota Amália de Nassau-Dillenburg (regente) | 1728-1734  | 2 de maio de 1684       | Nassau-Usingen Nassau-Saarbrücken | 14 de fevereiro de 1718                            |                                       | Guilherme Henrique I 15 de abril de 1706 Dillenburg nove filhos | Regente em nome do seu filho Carlos. Em 1728 herdou, em nome dele, Nassau-Saarbrücken. |
| Carlos |            | 31 December 1712        | 1734-1741                         | 21 June 1775                                       | Nassau-Usingen and Nassau-Saarbrücken | Cristina Guilhermina de Saxe-Eisenach 26 de dezembro de 1734 quatro filhos Madalena Gross de Wiesbaden depois de 1740 (morganático) quatro filhos | Em 1741 deu Saarbrücken ao seu irmão, mas reteve Usingen. |
| Carlos | 1741-1775  | 31 December 1712        | Nassau-Usingen                    | 21 June 1775                                       |                                       | Cristina Guilhermina de Saxe-Eisenach 26 de dezembro de 1734 quatro filhos Madalena Gross de Wiesbaden depois de 1740 (morganático) quatro filhos | Em 1741 deu Saarbrücken ao seu irmão, mas reteve Usingen. |
| Guilherme Henrique I |            | 6 de março de 1718      | 1741-1768                         | 24 de julho de 1768                                | Nassau-Saarbrücken                    | Sofia de Erbach-Erbach 28 de fevereiro de 1742 Erbach cinco filhos | Recebeu Nassau-Saarbrücken do seu irmão. |
| Ana da Grã-Bretanha (regente) |            | 2 de novembro de 1709   | 1751-1759                         | 12 de janeiro de 1759                              | Nassau-Dietz Orange-Nassau            | Guilherme VI 25 de março de 1734 Londres três filhos | Regentes em nome de Guilherme V. |
| Maria Luísa de Hesse-Cassel (regente) |            | 7 de fevereiro de 1688  | 1759-1765                         | 9 de abril de 1765                                 | Nassau-Dietz Orange-Nassau            | João Guilherme Friso 26 de abril de 1709 Cassel dois filhos | Regentes em nome de Guilherme V. |
| Luís Ernesto, Duque de Brunsvique-Luneburgo-Bevern (regente) |            | 25 de setembro de 1718  | 1759-1766                         | 12 de maio de 1788                                 | Nassau-Dietz Orange-Nassau            | Não casou | Regentes em nome de Guilherme V. |
| Carolina de Orange-Nassau (regente) |            | 28 de fevereiro de 1743 | 1765-1766                         | 6 de maio de 1787                                  | Nassau-Dietz Orange-Nassau            | Carlos Cristiano 5 de maio de 1760 Haia quinze filhos | Regentes em nome de Guilherme V. |
| Guilherme V |            | 8 March 1748            | 1766-1806                         | 9 April 1806                                       | Nassau-Dietz Orange-Nassau            | Guilhermina da Prússia I 4 de outubro de 1767 Berlim cinco filhos | |
| Carlos Cristiano |            | 16 de janeiro de 1735   | 1753-1788                         | 28 de novembro de 1788                             | Nassau-Weilburg                       | Carolina de Orange-Nassau 5 de maio de 1760 Haia quinze filhos Bárbara Giessen 2 de outubro de 1788 (morganático) sem filhos | |
| Luís I |            | 3 de janeiro de 1745    | 1768-1794                         | 2 de março de 1794                                 | Nassau-Saarbrücken                    | Guilhermina de Schwarzburg-Rudolstadt 30 de outubro de 1766 Schwarzburg um filho Catarina Kest 30 de outubro de 1766 (morganático, legitimado em 1787) sete filhos                                                                                                 | |
| Carlos Guilherme |            | 9 de novembro de 1735   | 1775-1803                         | 17 de maio de 1803                                 | Nassau-Usingen                        | Carolina Felicidade de Leiningen-Dagsburg 16 de abril de 1760 um filho | Não deixou descendência. Foi sucedido pelo seu irmão. |
| Em 1783, os chefes dos vários ramos da Casa de Nassau selaram o Pacto da Família de Nassau (Erbverein) para regular a sucessão nos seus estados e estabelecer uma hierarquia dinástica, na qual o Príncipe de Orange-Nassau-Dietz foi reconhecido como Presidente da Casa de Nassau. |            |                         |                                   |                                                    |                                       | | |
| Henrique Luís |            | 9 de março de 1768      | 1794-1797                         | 27 de abril de 1797                                | Nassau-Saarbrücken                    | Maria Francisca Maximiliana de Saint Mauris-Montbarrey 6 de outubro de 1785 sem filhos | Depois da sua morte, Nassau-Saarbrücken foi ocupada pela França. |
| Nassau-Saarbrücken foi aenxado à França |            |                         |                                   |                                                    |                                       | | |
| Frederico Augusto |            | 23 de abril de 1738     | 1803-1806                         | 24 de março de 1816                                | Nassau-Usingen                        | Luísa de Waldeck 9 de junho de 1775 sete filhos | Desde 1806 governaram conjuntamente. Frederico Guilherme reteve o título de Príncipe de Nassau e Frederico Augusto o de Duque de Nassau. |
| Frederico Augusto | 1806-1816  | 23 de abril de 1738     | Ducado de Nassau                  | 24 de março de 1816                                |                                       | Luísa de Waldeck 9 de junho de 1775 sete filhos | Desde 1806 governaram conjuntamente. Frederico Guilherme reteve o título de Príncipe de Nassau e Frederico Augusto o de Duque de Nassau. |
| Nassau-Usingen unido a Nassau-Weilburg para formar o Ducado de Nassau |            |                         |                                   |                                                    |                                       | | Desde 1806 governaram conjuntamente. Frederico Guilherme reteve o título de Príncipe de Nassau e Frederico Augusto o de Duque de Nassau. |
| Frederico Guilherme III |            | 25 de outubro de 1768   | 1788-1806                         | 9 de janeiro de 1816                               | Nassau-Weilburg                       | Luísa Isabel de Kirchberg 31 de julho de 1788 Hachenburg quatro filhos | Desde 1806 governaram conjuntamente. Frederico Guilherme reteve o título de Príncipe de Nassau e Frederico Augusto o de Duque de Nassau. |
| Frederico Guilherme III | 1806-1816  | 25 de outubro de 1768   | Ducado de Nassau                  | 9 de janeiro de 1816                               |                                       | Luísa Isabel de Kirchberg 31 de julho de 1788 Hachenburg quatro filhos | Desde 1806 governaram conjuntamente. Frederico Guilherme reteve o título de Príncipe de Nassau e Frederico Augusto o de Duque de Nassau. |
| Nassau-Weilburg unido a Nassau-Usingen para formr o Ducado de Nassau |            |                         |                                   |                                                    |                                       | | Desde 1806 governaram conjuntamente. Frederico Guilherme reteve o título de Príncipe de Nassau e Frederico Augusto o de Duque de Nassau. |
| Guilherme VI |            | 24 de agosto de 1772    | 1806 1813-1815                    | 12 de dezembro de 1843                             | Nassau-Dietz Orange-Nassau            | Guilhermina da Prússia II 1 de outubro de 1791 Berlim seis filhos Henriqueta d'Oultremont 17 de fevereiro de 1841 (morganático) sem filhos | Ascendeu a 9 de abril de 1806, e a 27 de outubro as asuas terras foram anexadas ao Ducado de Nassau. Restaurou o Principado de Orange-Nassau, em 1813, mas em 1815 foi proclamado Rei dos Países Baixos, e s suas terras em Nassau foram reanexadas ao Ducado de Nassau. Ver Lista de monarcas dos Países Baixos para os seus descendentes. |
| Em 1806 (e depois em 1815) Nassau-Dietz e Orange-Nassau foram anexados ao Ducado de Nassau |            |                         |                                   |                                                    |                                       | | |
| Guilherme |            | 14 de junho de 1792     | 1816-1839                         | 20/30 de agosto de 1839                            | Ducado de Nassau                      | Luísa de Saxe-Hildburghausen 24 de junho de 1814 Weilburg oito filhos Paulina de Württemberg 23 de abril de 1829 Estugarda quatro filhos | |
| Adolfo |            | 24 de julho de 1817     | 1839-1866                         | 17 de novembro de 1905                             | Ducado de Nassau                      | Isabel Mikhailovna da Rússia 31 de janeiro de 1844 Sampetersburgo sem filhos Adelheid-Marie of Anhalt-Dessau 23 de abril de 1851 Dessau cinco filhos | Em 1866 perdeu o Ducado de Nassau, mas foi-lhe conferido o Grão-Ducado do Luxemburgo, em 1890, após a morte do seu primo, Guilherme III dos Países Baixos, sem descendentes. Ver Lista de monarcas do Luxemburgo para os descendentes de Adolfo. |
| Em 1866, Nassau foi anexado ao Reino da Prússia |            |                         |                                   |                                                    |                                       | | |